# Kacper Gonciarz
Kacper Gonciarz (ur. 31 sierpnia 1992 w Radomiu) – polski siatkarz, grający na pozycji rozgrywającego.

## Sukcesy klubowe

### młodzieżowe
Ogólnopolska Olimpiada Młodzieży:
- 2009

Mistrzostwa Polski Kadetów:
- 2009

Mistrzostwa Polski Juniorów:
- 2010, 2011

### seniorskie
Mistrzostwo I ligi:
- 2013, 2019, 2025[2]
- 2022[3], 2023[4]
- 2015

## Sukcesy reprezentacyjne
Olimpijski Festiwal Młodzieży Europy:
- 2009

## Nagrody indywidualne
- 2009: Najlepszy rozgrywający Mistrzostw Polski Kadetów
- 2010: Najlepszy rozgrywający Mistrzostw Polski Juniorów
- 2011: Najlepszy rozgrywający Mistrzostw Polski Juniorów